# Torrejoncillo
Torrejoncillo é um município da Espanha na comarca do Vale do Alagón, província de Cáceres, comunidade autónoma da Estremadura. Tem 94,6 km² de área e em 2021 tinha 2 894 habitantes (densidade: 30,6 hab./km²). Faz parte da Mancomunidade da Rivera de Fresnedosa.

## Demografia
| Variação demográfica do município entre 1991 e 2004 [carece de fontes?] | Variação demográfica do município entre 1991 e 2004 [carece de fontes?] | Variação demográfica do município entre 1991 e 2004 [carece de fontes?] | Variação demográfica do município entre 1991 e 2004 [carece de fontes?] |
| ----------------------------------------------------------------------- | ----------------------------------------------------------------------- | ----------------------------------------------------------------------- | ----------------------------------------------------------------------- |
| 1991                                                                    | 1996                                                                    | 2001                                                                    | 2004                                                                    |
| 3700                                                                    | 3671                                                                    | 3404                                                                    | 3371                                                                    |